# 埃納莫拉多斯山
37°4′4″N 4°29′24″W / 37.06778°N 4.49000°W

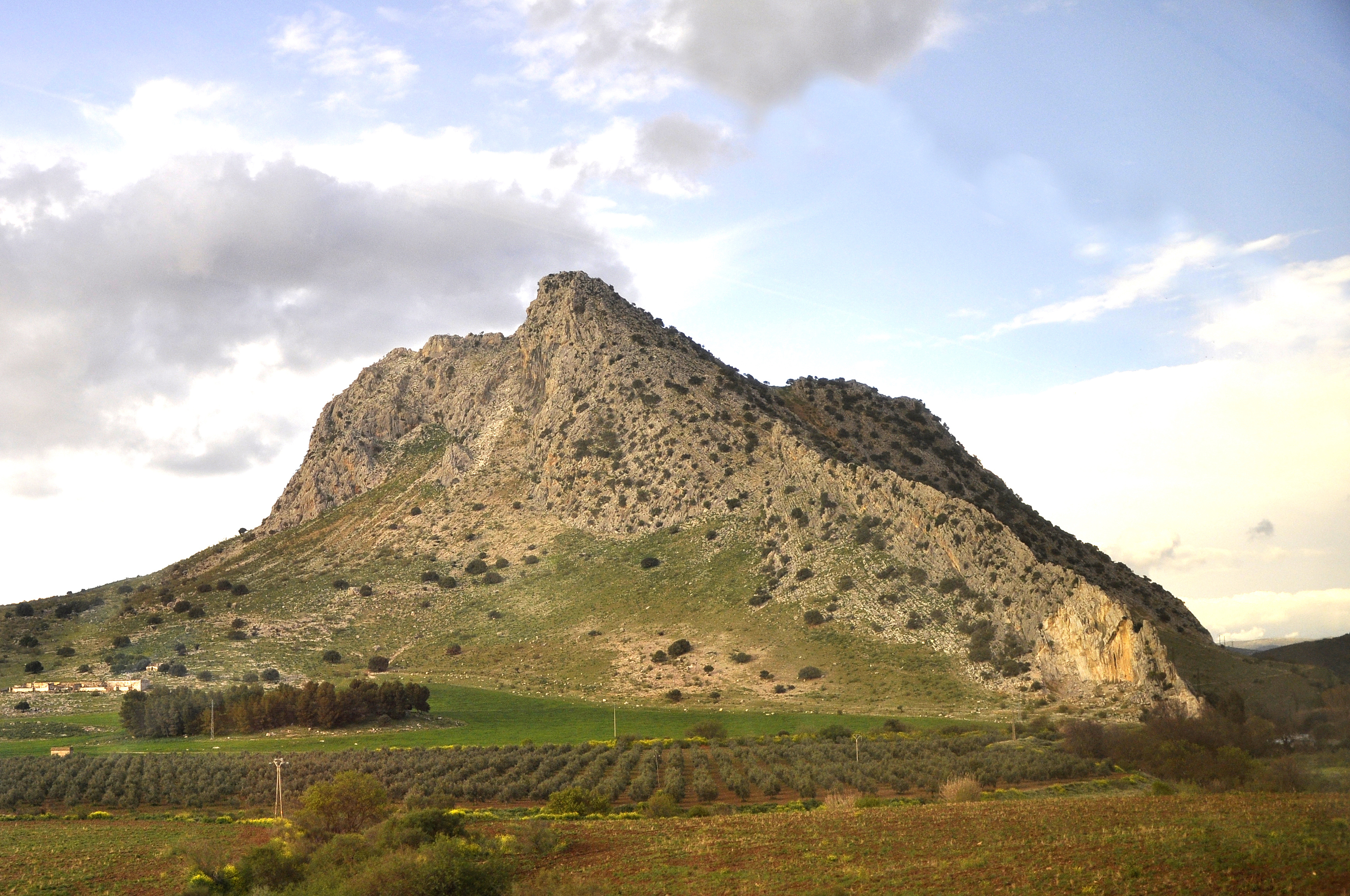

埃納莫拉多斯山（Peña de los Enamorados，意为“情人岩”）是西班牙的山峰，位於該國南部安達魯西亞自治區的馬拉加省，屬於佩尼貝蒂科山脈的一部分，海拔高度880米，山體由石灰岩組成。